# George Cooke
Pour le joueur de soccer, voir George Cooke (soccer).
George Cooke (1793-1849) est un peintre américain itinérant qui se spécialisa dans le portrait et le paysage. Il fut l'un des peintres du sud des États-Unis le plus connu au milieu du XIXe siècle. Un de ses principaux protecteurs, l'industriel Daniel Pratt, fit construire une galerie à Prattville (Alabama) uniquement pour abriter ses peintures.

## Source
- (en) Cet article est partiellement ou en totalité issu de l’article de Wikipédia en anglais intitulé « George Cooke (painter) » (voir la liste des auteurs).